# Ole Werner
Ole Werner (Preetz, 4 maggio 1988) è un allenatore di calcio tedesco, tecnico del RB Lipsia.

## Carriera

### Gli inizi a Kiel
Wener inizia ad allenare in giovane età nel 2014 le giovanili dell'Holstein Kiel. Nel 2016 gli viene affidato il ruolo ad interim di primo allenatore ruolo che svolgerà per il solo mese di agosto, finché nel 2019 gli viene affidato definitivamente il ruolo di primo allenatore. Dopo aver condotto il club di Kiel al terzo posto in 2.Bundesliga 20-21, con conseguente accesso ai play-off per la promozione in massima serie (non riuscendo tuttavia in tale impresa), a settembre 2021 rassegna le sue dimissioni da allenatore della squadra.

### Werder Brema
Il 28 novembre 2021 viene annunciato come nuovo allenatore del Werder Brema in 2nd Bundesliga 21-22, in sostituzione di Markus Anfang, riuscendo a far risalire in massima serie la squadra, in virtù del secondo posto ottenuto in classifica. Confermato alla guida dei Bianco-Verdi anche la stagione seguente, ottiene una tranquilla salvezza, chiudendo 13esimo, mentre nelle successive due stagioni arriva vicino ad ottenere un posto per le coppe europee, collezionando un nono posto nella Bundesliga 23-24 e un ottavo posto nella Bundesliga 24-25. Il 28 maggio 2025 decide di non prolungare il suo contratto con il club, con conseguente esonero dell'allenatore da parte della società. 

### RB Lipsia
Il 24 giugno 2025 viene annunciato come nuovo allenatore del RB Lipsia, con cui sottoscrive un contratto biennale.

## Statistiche

### Statistiche da allenatore
Statistiche aggiornate al 17 maggio 2025.
| Stagione             | Squadra              | Campionato           | Campionato | Campionato | Campionato | Campionato | Coppe nazionali | Coppe nazionali | Coppe nazionali | Coppe nazionali | Coppe nazionali | Coppe continentali | Coppe continentali | Coppe continentali | Coppe continentali | Coppe continentali | Altre coppe | Altre coppe | Altre coppe | Altre coppe | Altre coppe | Totale | Totale | Totale | Totale | % Vittorie | Piazzamento     |
| Stagione             | Squadra              | Comp                 | G          | V          | N          | P          | Comp            | G               | V               | N               | P               | Comp               | G                  | V                  | N                  | P                  | Comp        | G           | V           | N           | P           | G      | V      | N      | P      | %          | Piazzamento     |
| -------------------- | -------------------- | -------------------- | ---------- | ---------- | ---------- | ---------- | --------------- | --------------- | --------------- | --------------- | --------------- | ------------------ | ------------------ | ------------------ | ------------------ | ------------------ | ----------- | ----------- | ----------- | ----------- | ----------- | ------ | ------ | ------ | ------ | ---------- | --------------- |
| ago. 2016            | Holstein Kiel        | 3L                   | 1          | 1          | 0          | 0          | SHFV-P          | 1               | 1               | 0               | 0               | -                  | -                  | -                  | -                  | -                  | -           | -           | -           | -           | -           | 2      | 2      | 0      | 0      | 100,00&    | Interim.        |
| set. 2019-2020       | Holstein Kiel        | 2BL                  | 28         | 10         | 8          | 10         | CG              | 1               | 0               | 1               | 0               | -                  | -                  | -                  | -                  | -                  | -           | -           | -           | -           | -           | 29     | 10     | 9      | 10     | 34,48      | Sub. 11°        |
| 2020-2021            | Holstein Kiel        | 2BL                  | 34+2       | 18+1       | 8+0        | 8+1        | CG              | 5               | 2               | 2               | 1               | -                  | -                  | -                  | -                  | -                  | -           | -           | -           | -           | -           | 41     | 21     | 10     | 10     | 51,22      | 3°              |
| lug.-set. 2021       | Holstein Kiel        | 2BL                  | 7          | 1          | 2          | 4          | CG              | 1               | 1               | 0               | 0               | -                  | -                  | -                  | -                  | -                  | -           | -           | -           | -           | -           | 8      | 2      | 2      | 4      | 25,00      | Dimis.          |
| Totale Holstein Kiel | Totale Holstein Kiel | Totale Holstein Kiel | 72         | 31         | 18         | 23         |                 | 8               | 4               | 3               | 1               |                    | -                  | -                  | -                  | -                  |             | -           | -           | -           | -           | 80     | 35     | 21     | 24     | 43,75      |                 |
| dic. 2021-2022       | Werder Brema         | 2BL                  | 19         | 13         | 4          | 2          | CG              | -               | -               | -               | -               | -                  | -                  | -                  | -                  | -                  | -           | -           | -           | -           | -           | 19     | 13     | 4      | 2      | 68,42      | Sub. 2° (prom.) |
| 2022-2023            | Werder Brema         | BL                   | 34         | 10         | 6          | 18         | CG              | 2               | 1               | 1               | 0               | -                  | -                  | -                  | -                  | -                  | -           | -           | -           | -           | -           | 36     | 11     | 7      | 18     | 30,56      | 13°             |
| 2023-2024            | Werder Brema         | BL                   | 34         | 11         | 9          | 14         | CG              | 1               | 0               | 0               | 1               | -                  | -                  | -                  | -                  | -                  | -           | -           | -           | -           | -           | 35     | 11     | 9      | 15     | 31,43      | 9°              |
| 2024-2025            | Werder Brema         | BL                   | 34         | 14         | 9          | 11         | CG              | 4               | 3               | 0               | 1               | -                  | -                  | -                  | -                  | -                  | -           | -           | -           | -           | -           | 38     | 17     | 9      | 12     | 44,74      | 8°              |
| Totale Werder Brema  | Totale Werder Brema  | Totale Werder Brema  | 121        | 48         | 28         | 45         |                 | 7               | 4               | 1               | 2               |                    | -                  | -                  | -                  | -                  |             | -           | -           | -           | -           | 128    | 52     | 29     | 47     | 40,63      |                 |
| Totale carriera      | Totale carriera      | Totale carriera      | 193        | 79         | 46         | 68         |                 | 15              | 8               | 4               | 3               |                    | -                  | -                  | -                  | -                  |             | -           | -           | -           | -           | 208    | 87     | 50     | 71     | 41,83      |                 |